# New Holland, Ohio
New Holland là một làng thuộc quận Pickaway, tiểu bang Ohio, Hoa Kỳ. Năm 2010, dân số của làng này là 801 người.

## Dân số
- Dân số năm 2000: 785 người.
- Dân số năm 2010: 801 người.